# معهد كورانت لعلوم الرياضيات
معهد كورانت للعلوم الرياضية (CIMS) هو قسم مستقل من جامعة نيويورك في إطار كلية الآداب والعلوم التي تعمل كمركز للبحوث والتدريب المتقدم في علوم الحاسوب والرياضيات. تعتبر واحدة من أبرز وأرقى مدارس الرياضيات ومراكز أبحاث العلوم الرياضية في العالم. سميت بعد ريتشارد كورنت، أحد مؤسسي معهد كورانت، وأيضًا أستاذ رياضيات في جامعة نيويورك من 1936 إلى 1972.